# ティミス2
ティミス2（ルーマニア語: Timiș 2）は、かつてルーマニアで製造された路面電車車両。同国の標準型車両として、製造工場があったティミショアラに路線網を有するティミショアラ市電を始め各地の路線に導入された。

## 概要

### 開発までの経緯
ルーマニアの都市・ティミショアラの路面電車であるティミショアラ市電では、民営企業による運営が実施されていた1914年、車両基地に路面電車の製造や修繕を実施する鉄道車両工場が併設され、同市電へ向けた電車の製造が開始された。第二次世界大戦を経てルーマニアが共産国家（ルーマニア社会主義共和国）となって以降も車両の製造は継続され、1960年代には2軸車のT1-62 "ティミス1"の量産が行われた他、同年代にはより輸送力が高い連接車も検討されたが、実際に製造されることはなかった。

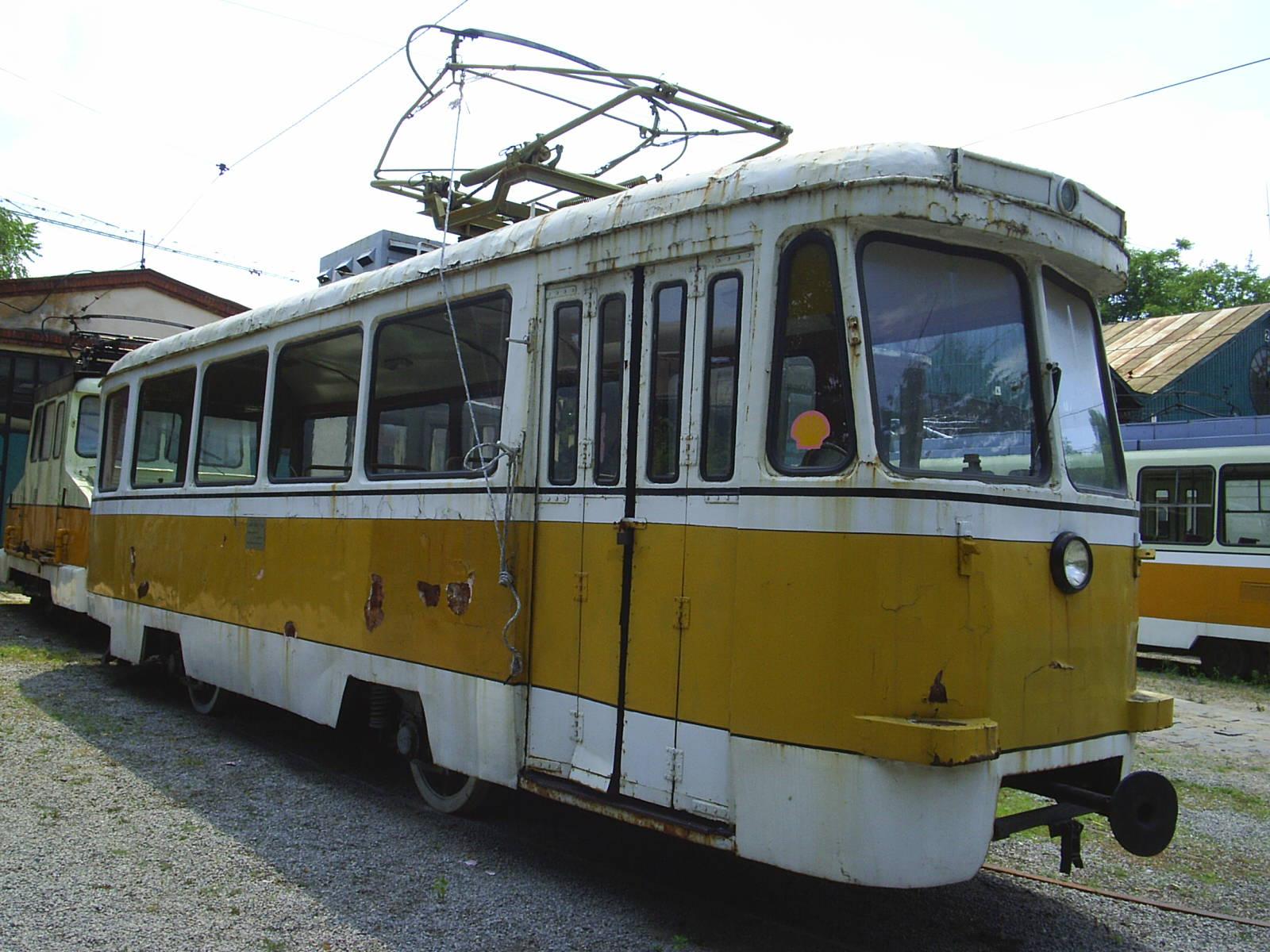
"ティミス1"（2006年撮影）

一方、ティミショアラを含む同時期のルーマニア各都市の路面電車には多数の旧型電車が残存しており、老朽化が課題となっていた。当時、共産圏向けの路面電車車両としては、経済相互援助会議（コメコン）体制下の元で大量生産が行われていたチェコスロバキアのČKDタトラ製の電車（タトラカー）が存在し、ルーマニアにもタトラT4等の輸入が実施されたが、これらの車両は高価である事に加え、自国の通貨流出などの問題も絡んでおり、旧型電車の全てを置き換えるまでには至らなかった。そこで、ルーマニアでは自国の鉄道車両工場を用いて安価な標準型路面電車車両を生産する方針を決定し、ティミショアラでも開発が行われる事となった。そして1969年に試作車が完成したのが、ティミス2（Timiș 2）と呼ばれる一連の車両である。

### 構造
角ばった立方体状のデザインが行われた、全溶接式の鋼製車体を有するボギー車で、各台車に1基の主電動機（モノモーター方式）が設置されている片運転台式の電動車と、運転台が設置されていない付随車の2種類で構成されており、両車を連結した2両編成（総括制御運転）での運用が可能である。乗降扉は車体右側に3箇所設置されている。座席数は電動車・付随車共に24席だが、運転室がない付随車の方が立席定員は多い。車内照明は蛍光灯が用いられ、換気用の換気扇や冬季に使用されるエアヒーターも搭載されている。
開発に際しては技術者や作業員が当時の西ドイツへ1970年以降2年間の研修へ赴き、西側諸国の路面電車車両技術を習得している。

## 運用
前述の通り1969年に試作車が製造され、試運転が行われた後1972年から本格的な量産が開始された。ティミショアラ市電に向けて電動車・付随車合わせて250両以上の大量生産が実施されたのに加えて、ルーマニアの標準型路面電車車両として各都市への導入も実施された。特に1980年代以降は海外からの石油輸入の抑制を目的にルーマニア各都市で路面電車の新設が進み、これらの路線に向けても多数のティミス2が製造される事となった。生産はルーマニア革命を経た1990年まで続き、最終的な生産数は電動車・付随車合わせて1,000両以上にも及んだ。
この大量生産に先駆けて1971年にティミショアラ郊外のダンヴォイツァ（Dâmbovița）に路面電車車両やトロリーバス車両の製造が可能な工場が新設された他、1977年には組織の再編が行われ工場の運営部門が「エレクトロメタル（Electrometal）」として独立した。
だが、これらの車両は安価で導入可能であった一方で粗悪な鋼鉄を用いた車体を始めとした品質の悪さにより事故が頻発し、騒音や振動も大きな課題となった。更に革命後の社会の混乱から満足なメンテナンスも行われず、老朽化が深刻化した。その結果、ティミショアラ市電を含めた多くの都市ではルーマニアの民主化以降ドイツやスイス各地から譲渡された路面電車車両への置き換えが実施され、最後まで定期列車に使用していたクルジュ＝ナポカ市電でも2019年の時点で既に営業運転を終了している。ただしブライラ市電のように事業用車両として残存する場合が同年時点で複数存在する。なお、ティミス2の生産を実施していたエレクトロメタルについても、需要を失った事から1990年代に路面電車車両の製造事業から撤退している。
- アラド
（アラド市電）
（2006年撮影）
- クルジュ＝ナポカ
（クルジュ＝ナポカ市電）
（2004年撮影）
- クラヨーヴァ
（クラヨーヴァ市電）
（2006年撮影）
- プロイエシュティ
（プロイエシュティ市電）
（1994年撮影）
- シビウ
（シビウ市電）
（1994年撮影）
- ティミショアラ
（ティミショアラ市電（ルーマニア語版））
（2003年撮影）

## 導入都市
| "ティミス2" 導入都市一覧                | "ティミス2" 導入都市一覧 | "ティミス2" 導入都市一覧 | "ティミス2" 導入都市一覧 | "ティミス2" 導入都市一覧 | "ティミス2" 導入都市一覧       |
| 都市名                                  | 軌間                     | 電圧 (直流)              | 車両数                   | 導入年                   | 備考・参考                     |
| --------------------------------------- | ------------------------ | ------------------------ | ------------------------ | ------------------------ | ------------------------------ |
| アラド (アラド市電)                     | 1,000mm                  | 750V                     | 42両                     | 1981-86                  |                                |
| ブライラ (ブライラ市電)                 | 1,435mm                  | 600V                     | 53両                     | 1975-90                  | 一部車両は事業用車両として現存 |
| クルジュ＝ナポカ (クルジュ＝ナポカ市電) | 1,435mm                  | 750V                     | 39両                     | 1987-89                  | [ 13 ]                         |
| クラヨーヴァ (クラヨーヴァ市電)         | 1,435mm                  | 600V                     | 49両                     | 1987-89                  | 一部車両は事業用車両として現存 |
| ガラツィ (ガラツィ市電)                 | 1,435mm                  | 750V                     | 71両                     | 1977-82                  |                                |
| ヤシ (ヤシ市電)                         | 1,000mm                  | 600V                     | 47両                     | 1981-82                  |                                |
| オラデア (オラデア市電)                 | 1,435mm                  | 600V                     | 54両                     | 1975-82                  |                                |
| プロイエシュティ (プロイエシュティ市電) | 1,435mm                  | 600V                     | 20両                     | 1987-88                  |                                |
| レシツァ (レシツァ市電)                 | 1,435mm                  | 750V                     | 22両                     | 1988-89                  |                                |
| シビウ (シビウ市電)                     | 1,000mm                  | 600V                     | 3両                      | 1985-87                  |                                |
| ティミショアラ (ティミショアラ市電)     | 1,435mm                  | 600V                     | 257両                    | 1969-89                  | 電動車134両、付随車123両       |

## 参考資料
- Mike Russell (2016-5). “ROMANIA’S TRAMWAY REVIVAL”. Tramways & Urban Transit No.941 (LRTA) 79:  172-178 2020年11月29日閲覧。.

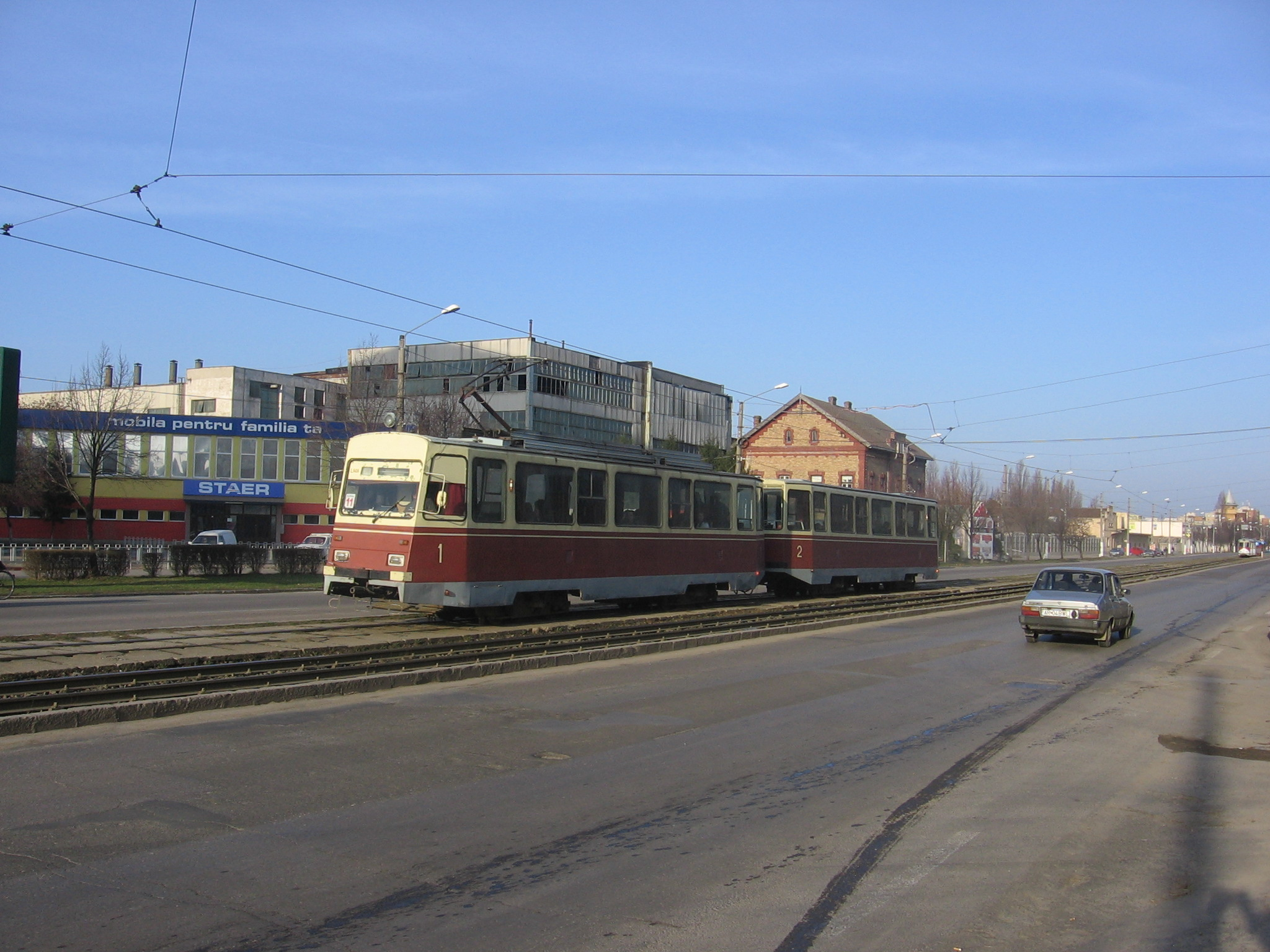
アラド （アラド市電） （2006年撮影）
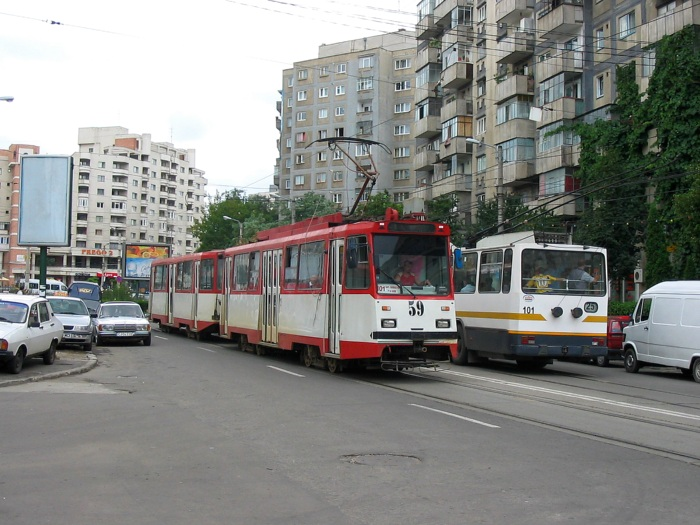
クルジュ＝ナポカ （クルジュ＝ナポカ市電） （2004年撮影）
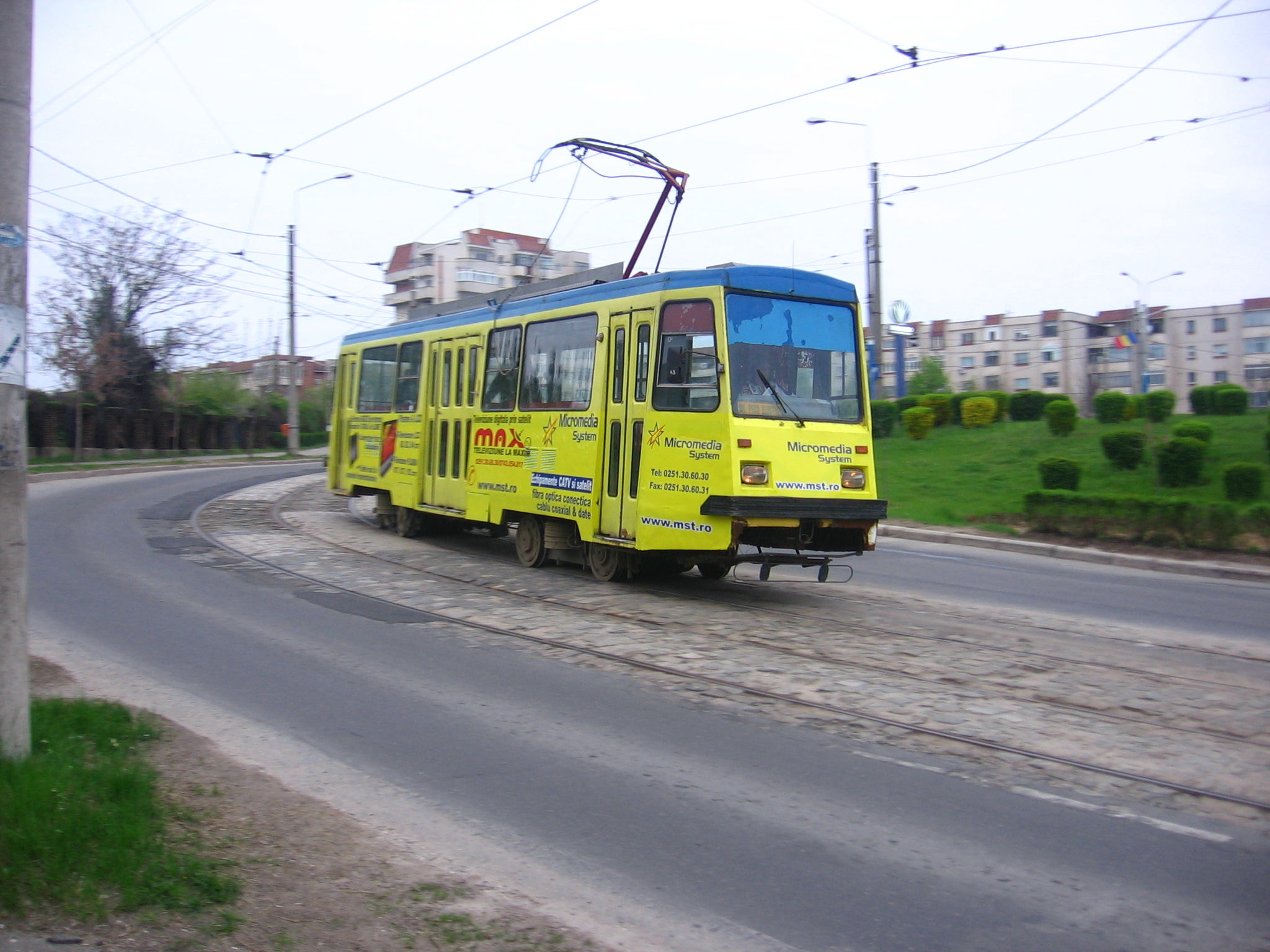
クラヨーヴァ （クラヨーヴァ市電） （2006年撮影）
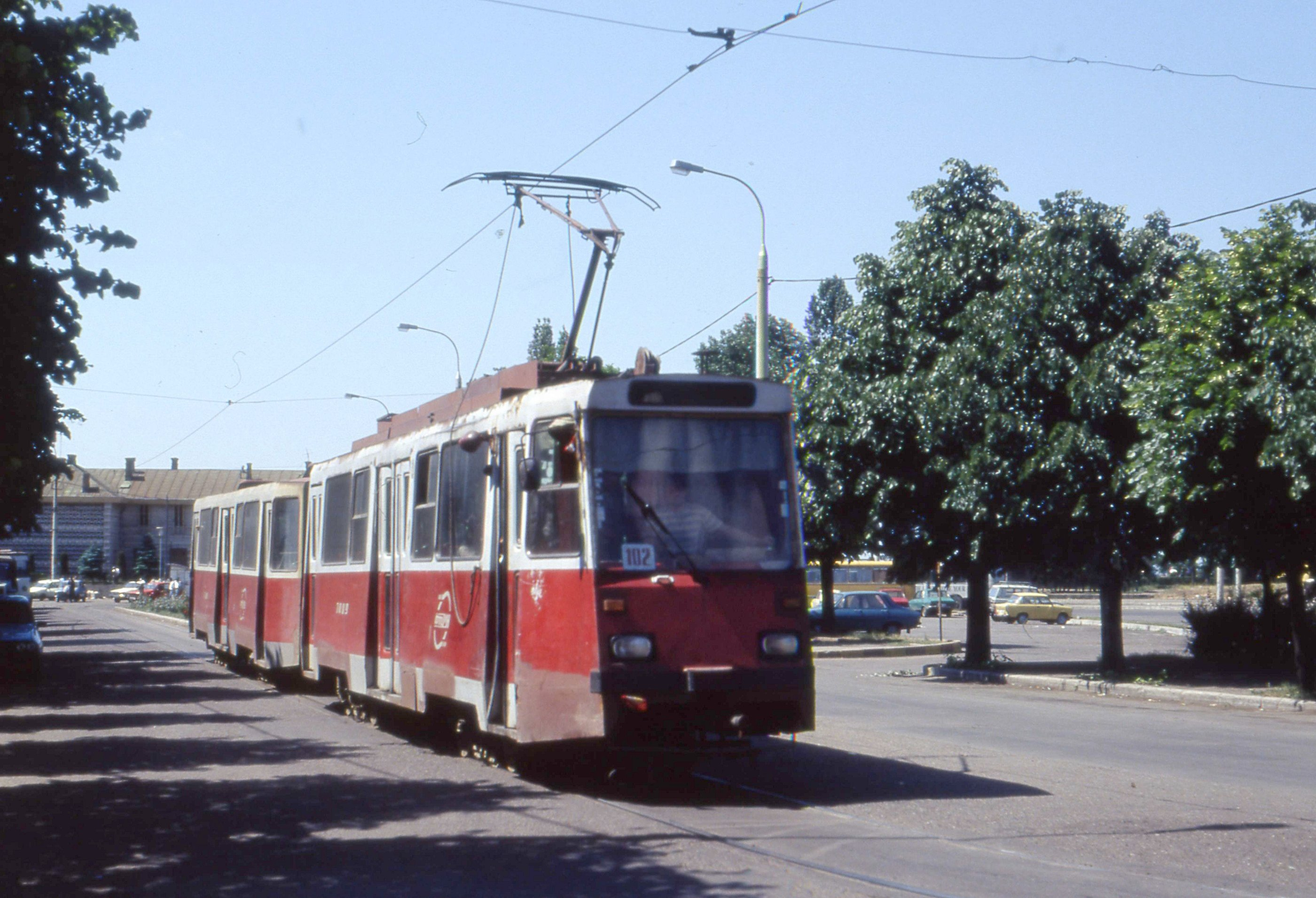
プロイエシュティ （プロイエシュティ市電） （1994年撮影）
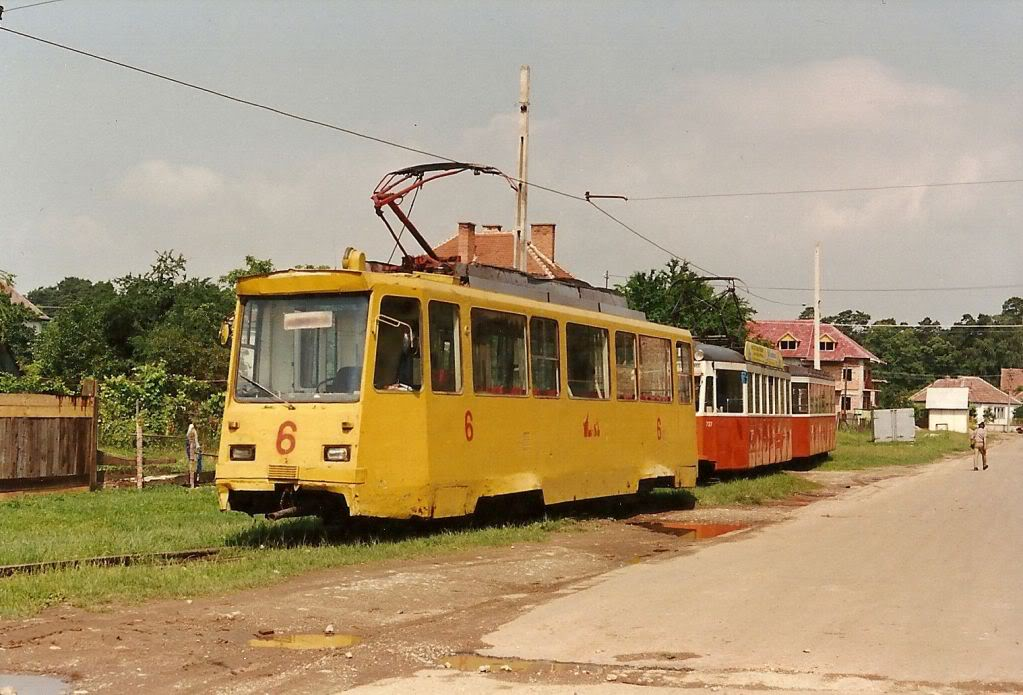
シビウ （シビウ市電） （1994年撮影）
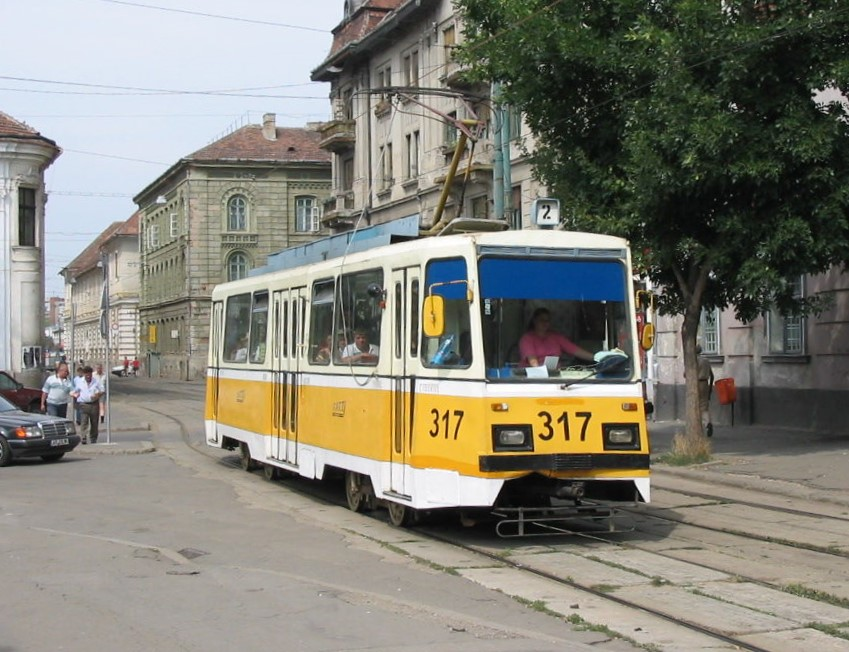
ティミショアラ （ティミショアラ市電） （2003年撮影）

- Mike Russell (2016-6). “ROMANIA’S TRAMWAY REVIVAL PART TWO”. Tramways & Urban Transit No.942 (LRTA) 79:  212-219 2020年11月29日閲覧。.